# Réseau ferroviaire de Majorque

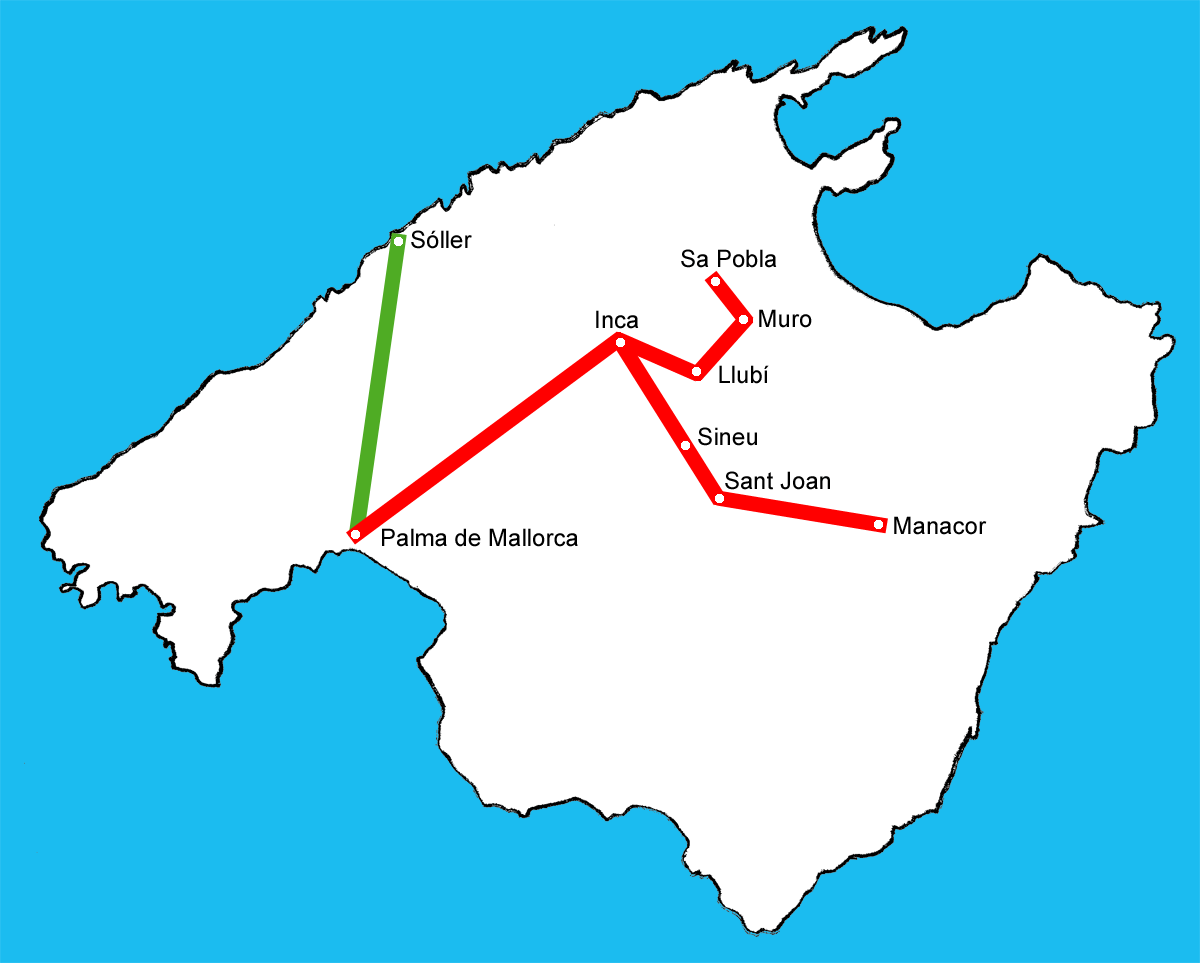
Plan schématique du réseau. En vert : ligne de Sóller. En rouge : ligne SFM

Le réseau ferroviaire de l'île espagnole de Majorque est constitué de trois lignes reliant quatre destinations à partir de la gare multimodale de Palma de Majorque (Estació Intermodal/Plaça d'Espanya).

## Réseau
La ligne principale et le métro sont exploités par Transport de les Illes Balears (en français : « Transport des Iles Baléares ») et la société Serveis Ferroviaris de Mallorca (en français : « Services ferroviaires de Majorque »), à partir de la gare souterraine Estació Intermodal/Plaça d'Espanya à destination de Sa Pobla et de Manacor via Inca.

### Ferrocarril de Sóller

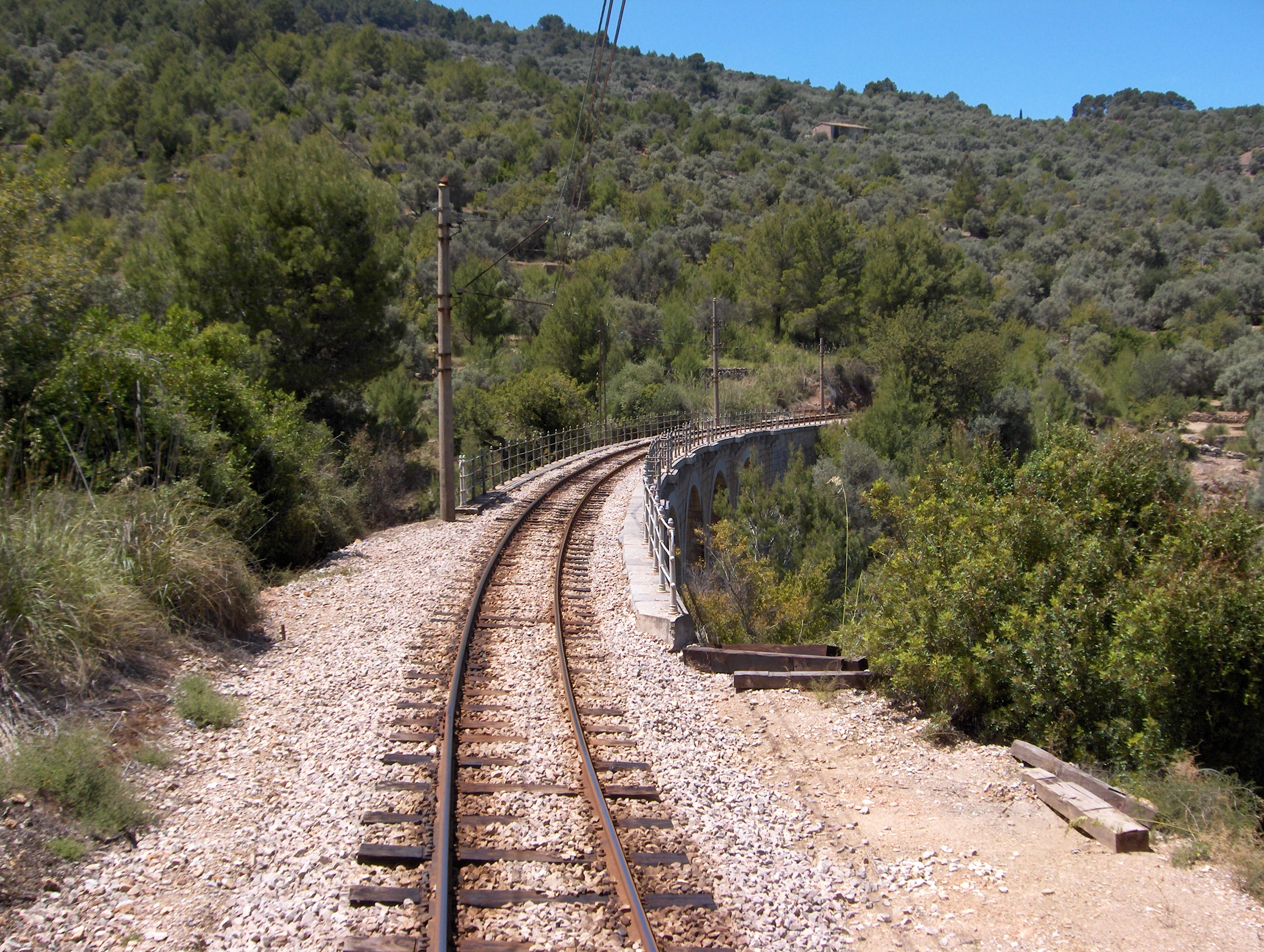
Viaduc de la ligne
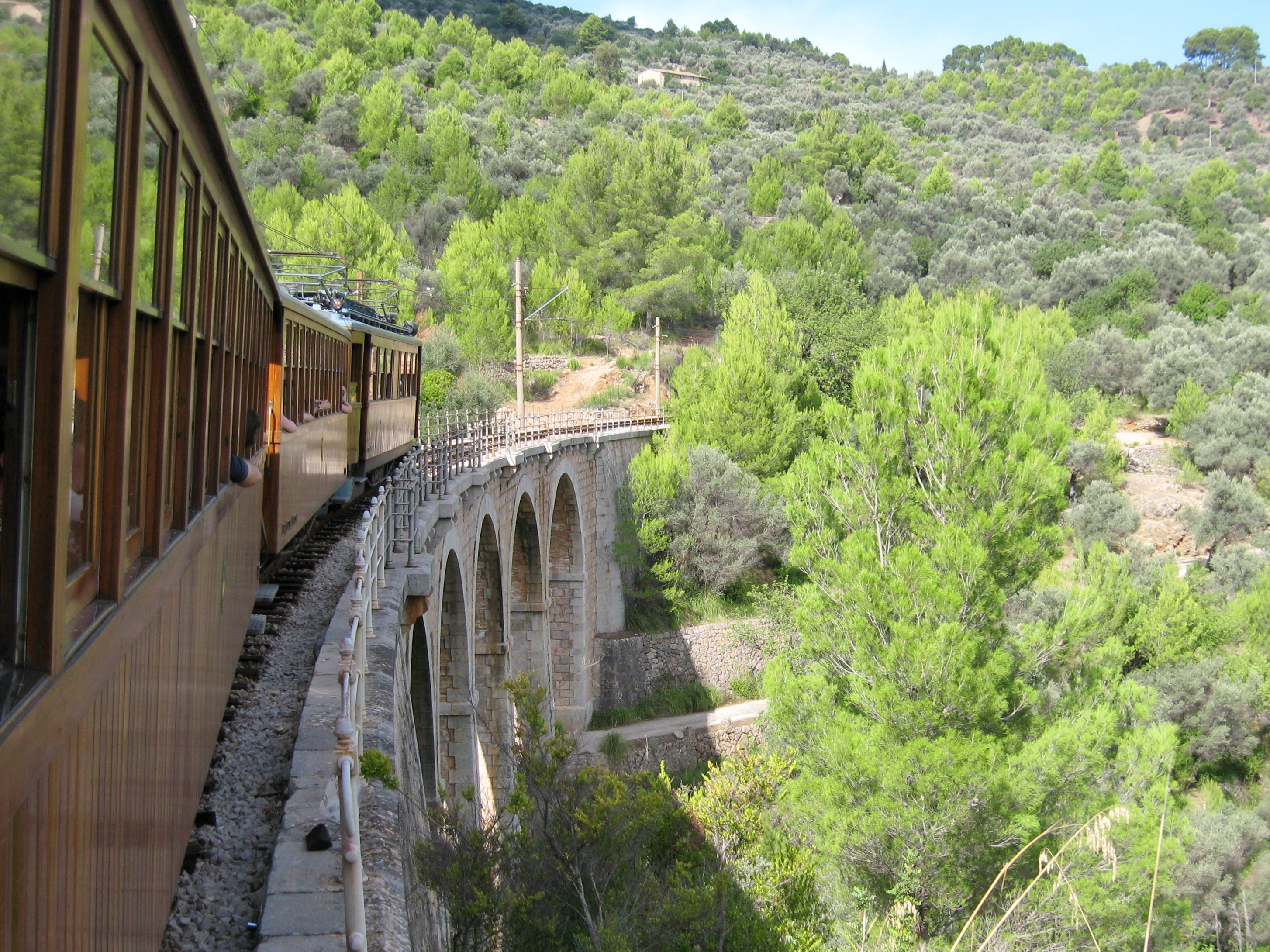
Viaduc  Cinc Ponts
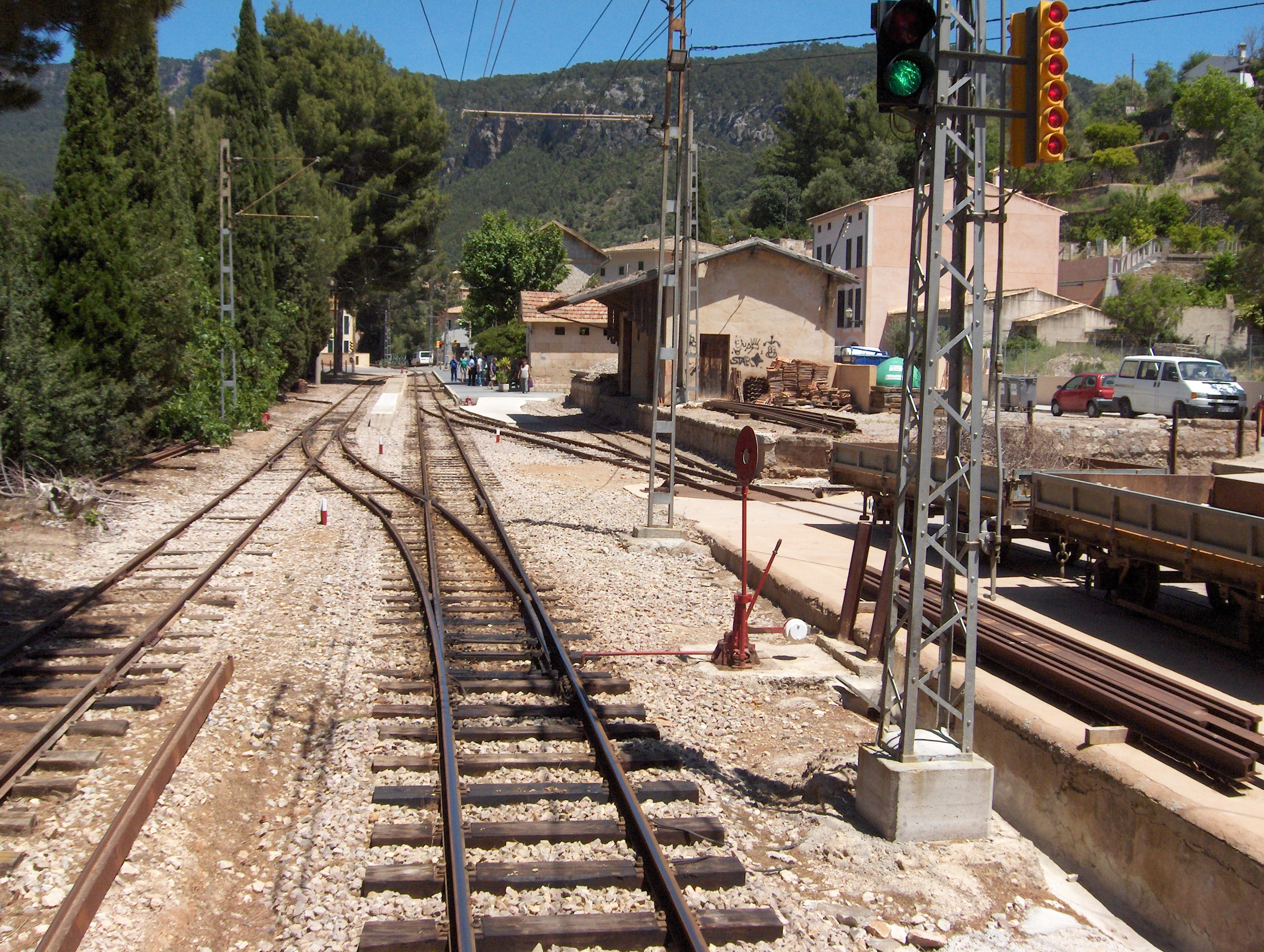
Gare de Bunyola
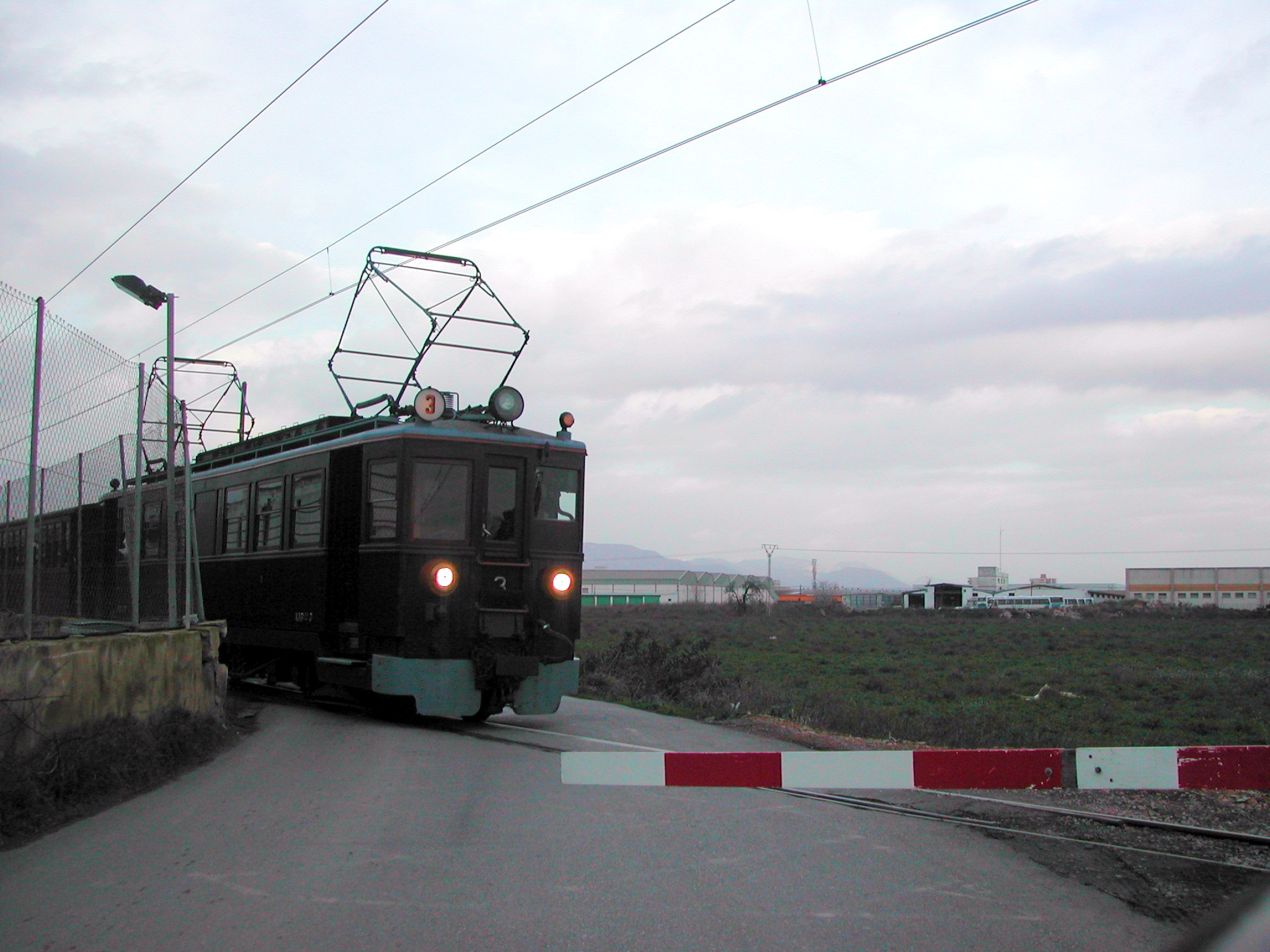
Train de Sóller au passage à niveau de Son Bardo

### Métro
La ligne de métro comprend 9 stations et a été construite entre 2005 et 2007, pour un coût de 312 millions d'euros. Les rames circulent tous les jours de 6 h 15 à 23 h avec une fréquence de 15 minutes, réduite à 30 minutes tôt le matin, tard le soir et les dimanches.
Le métro part des quais 1 à 4 à Estació Intermodal à Palma.

Logo du métro
Plan du métro
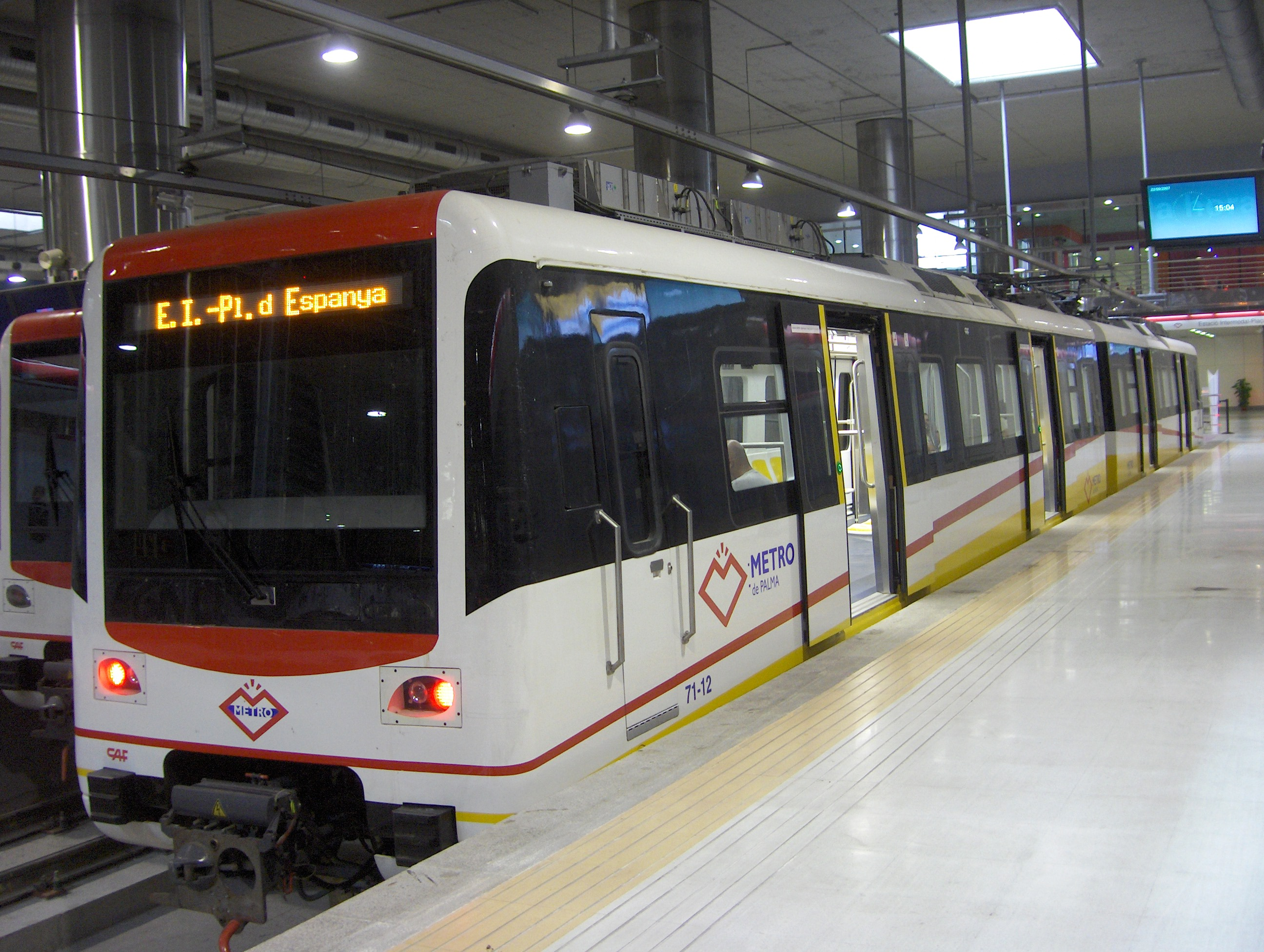
Rame au terminus Estació Intermodal à Palma
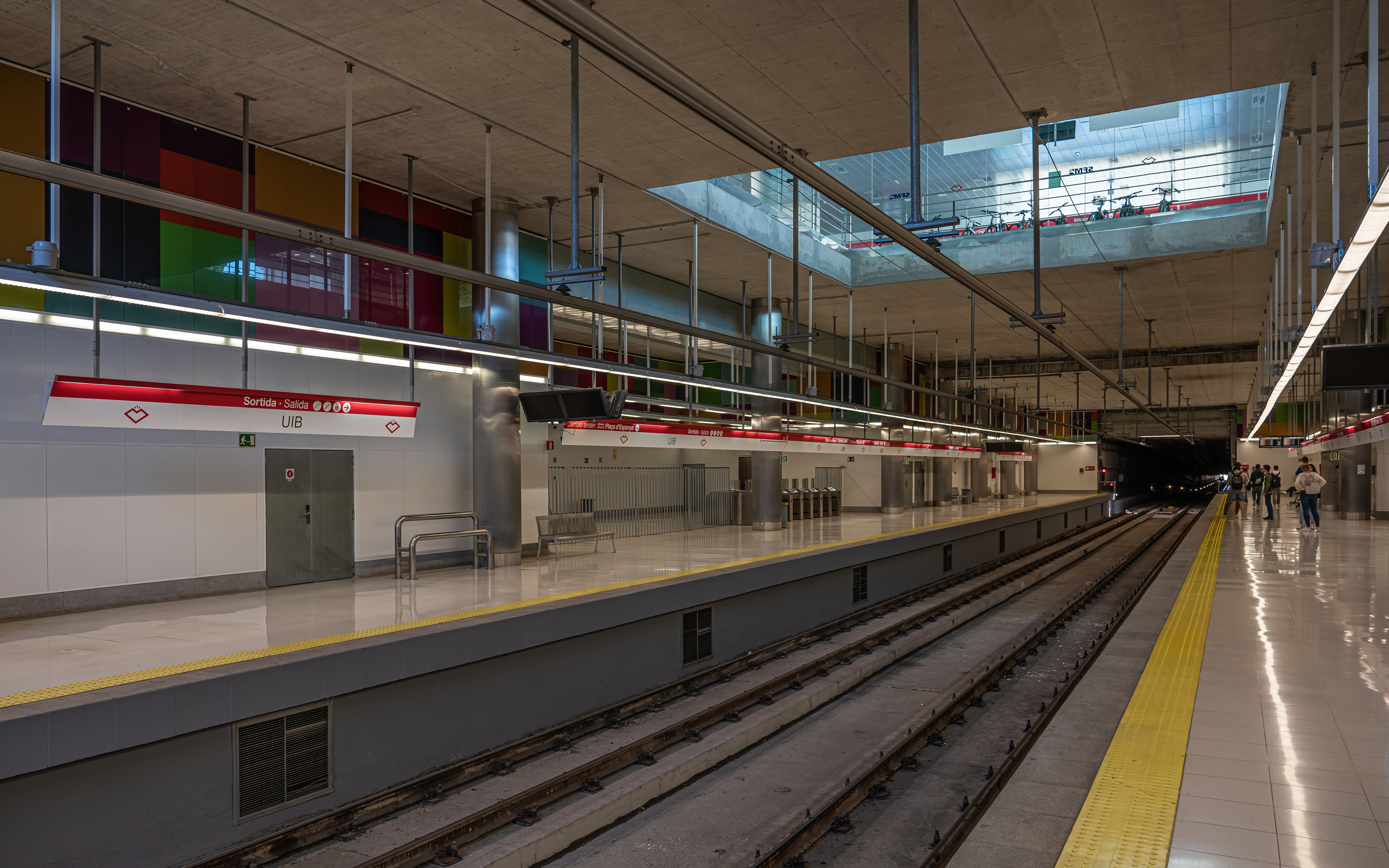
Station de l'Université

### Serveis Ferroviaris de Mallorca
La ligne du Serveis Ferroviaris de Mallorca (« Service ferroviaire de Majorque »), abrégé SFM, part des quais 5 à 10 et est souterraine jusqu'à la station Son Costa/San Fortesa et est complètement séparée des autres axes de transport sur toute sa longueur si ce n'est quelques passages à niveaux de faible importance dans l'arrière-pays.
Le tronçon d'El Caülls à Inca offre des vues sur la montagne prisées des touristes, tandis que la section nord traverse la pittoresque campagne de l'île.
La ligne, électrifiée intégralement en 1500 V CC depuis 2019 et d'un écartement de 1000 mm, est à double voie de Palma jusqu'à la halte isolée d'Enllaç, où elle se divise en deux branches à voie unique :
- une vers Manacor, avec points de croisement à Sineu et Petra ;
- une autre, plus courte, vers Sa Pobla, dont les gares ne comportent qu'un seul quai.

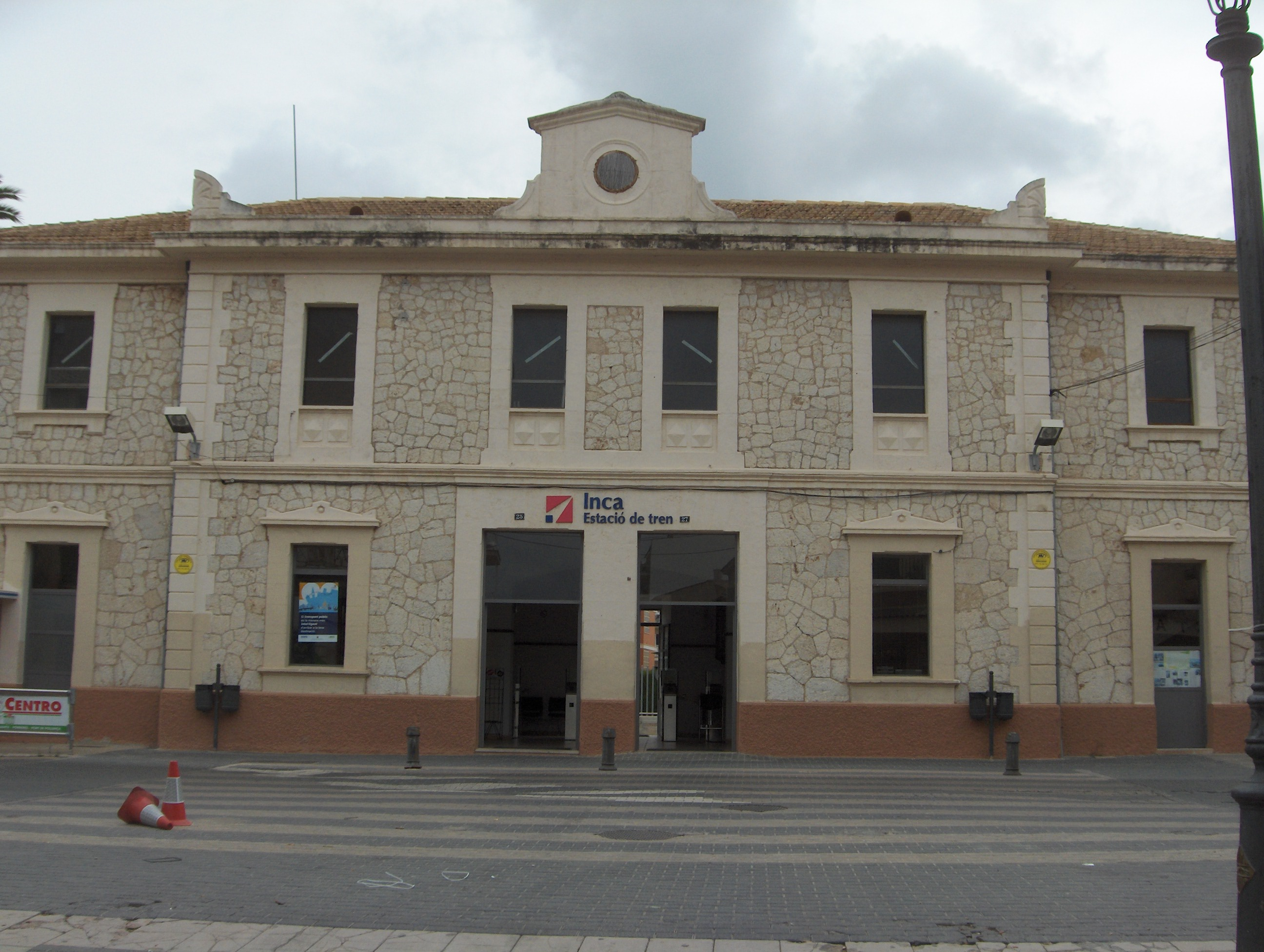
Gare d'Inca
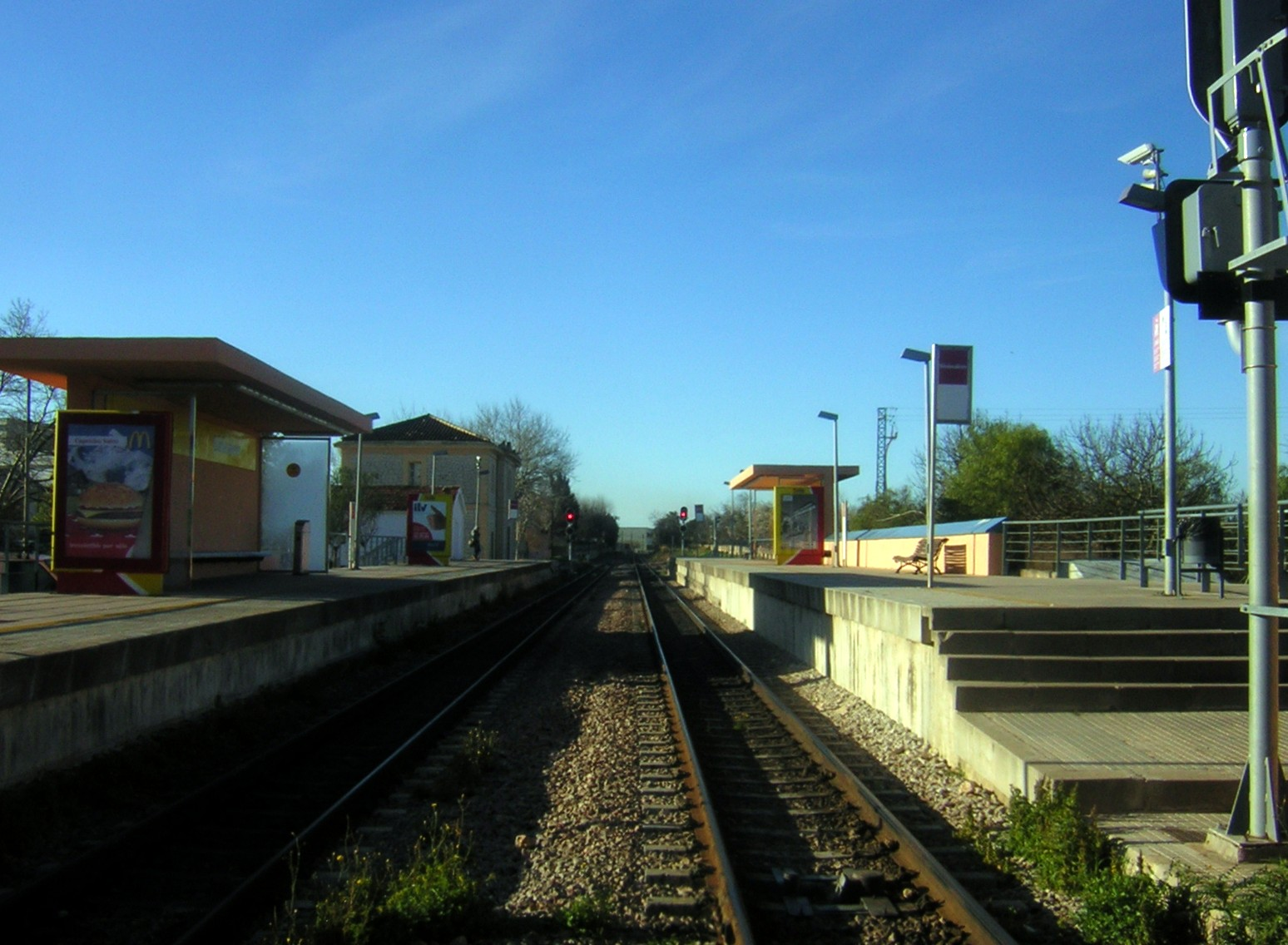
Gare de Binissalem
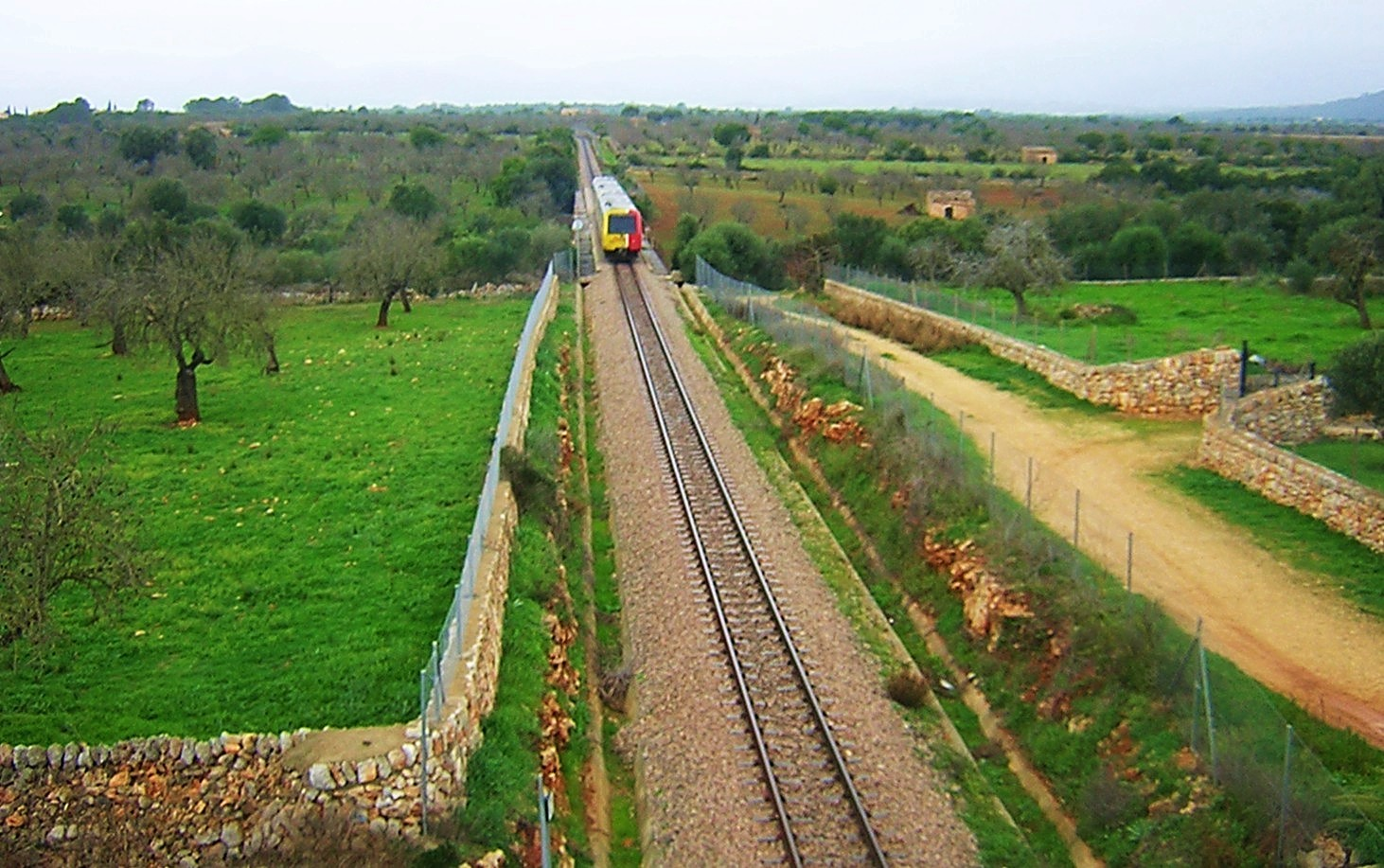
Pont du torrent de Corbera, près de Llubí
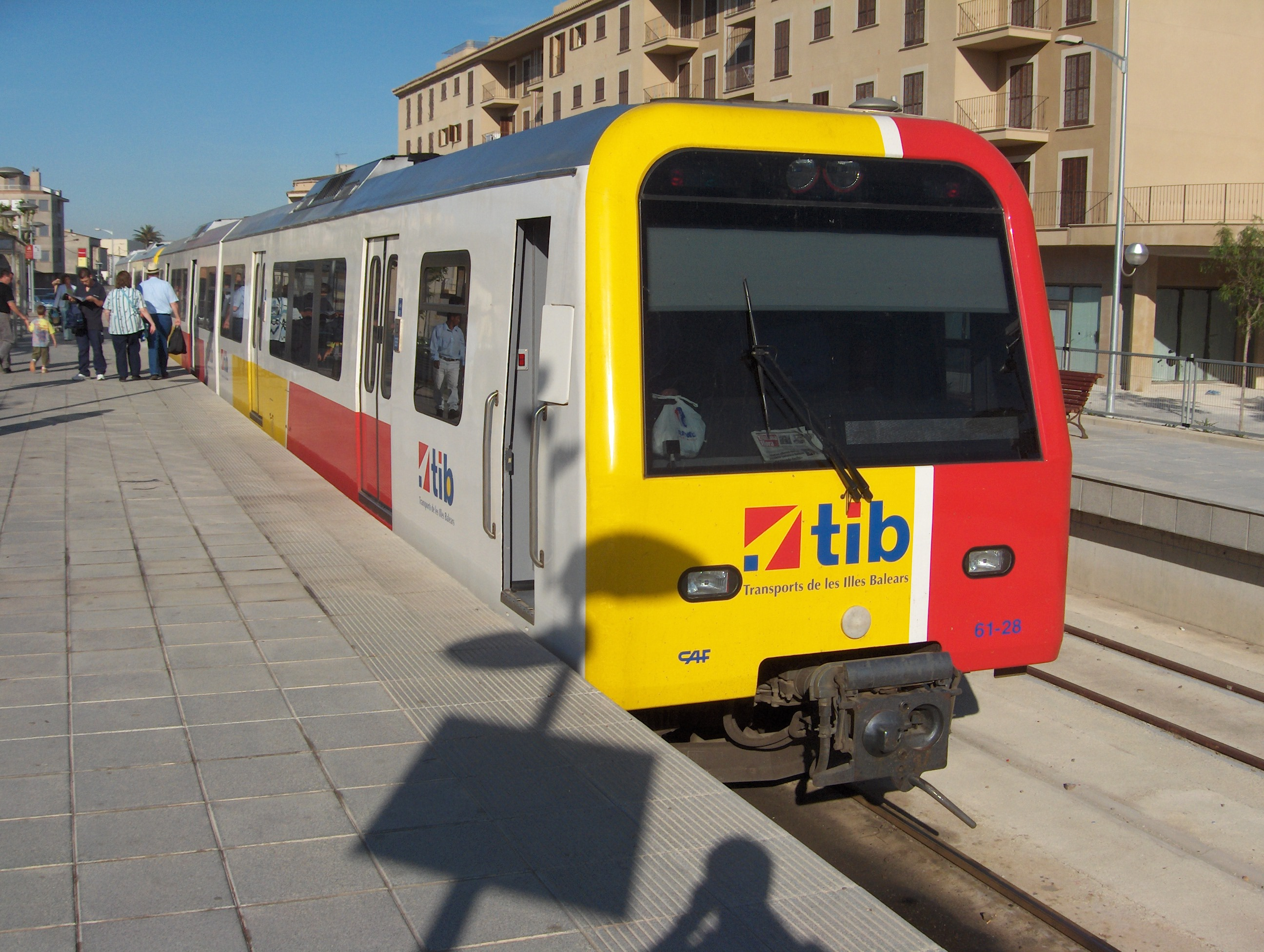
Train en gare de Manacor

## Projets
La réouverture de la ligne Manacor - Sant Llorenç des Cardassar - Son Servera - Artà, dans le prolongement du tronçon actuellement en service, était en cours de construction à partir de 2010, mais celle-ci a été interrompue en 2013 et la plateforme partiellement convertie en piste cyclable.

## Filmographie
Un billet de train pour Majorque, film documentaire de 45 minutes réalisé en 2014 par Susanne Mayer-Hagmann, série "Un billet de train (pour)..." de la Südwestrundfunk, adapté de l'allemand en français pour la diffusion ARTE HD septembre-octobre 2014 .